# Нью-Гларус (містечко, Вісконсин)
Нью-Гларус (англ. New Glarus) — місто (англ. town) в США, в окрузі Ґрін штату Вісконсин. Населення — 1393 особи (2020).

## Демографія
Згідно з переписом 2010 року, у місті мешкало 1335 осіб у 478 домогосподарствах у складі 401 родини. Було 500 помешкань
Расовий склад населення:
| - 97,7 % — білих - 0,7 % — азіатів - 0,2 % — чорних або афроамериканців - 0,1 % — корінних американців |

До двох чи більше рас належало 1,0 %. Частка іспаномовних становила 1,0 % від усіх жителів.
За віковим діапазоном населення розподілялося таким чином: 29,1 % — особи молодші 18 років, 61,1 % — особи у віці 18—64 років, 9,8 % — особи у віці 65 років та старші. Медіана віку мешканця становила 41,7 року. На 100 осіб жіночої статі у місті припадало 109,9 чоловіків;  на 100 жінок у віці від 18 років та старших — 106,6 чоловіків також старших 18 років.
Середній дохід на одне домашнє господарство  становив 109 714 долари США (медіана — 93 409), а середній дохід на одну сім'ю — 118 721 долар (медіана — 101 250). Медіана доходів становила 72 614 долари для чоловіків та 49 722 долари для жінок. За межею бідності перебувало 4,0 % осіб, у тому числі 2,8 % дітей у віці до 18 років та 3,6 % осіб у віці 65 років та старших.
Цивільне працевлаштоване населення становило 754 особи. Основні галузі зайнятості: освіта, охорона здоров'я та соціальна допомога — 27,6 %, науковці, спеціалісти, менеджери — 10,3 %, фінанси, страхування та нерухомість — 8,5 %, роздрібна торгівля — 8,1 %.